# 지라 (소프트웨어)
지라(JIRA)는 아틀라시안이 개발한 사유 이슈 추적 제품이다. 버그 추적, 이슈 추적, 프로젝트 관리 기능을 제공하는 소프트웨어이다.

## 이름
지라(JIRA)라는 이름은 고지라라는 일본식 이름에서 따왔다. 2002년부터 지금까지 개발되고 있다.

## 개요
아틀리시안에 따르면, 190개의 국가에 150,000명의 고객이 지라를 사용하고 있다.
중국어, 영어, 프랑스어, 독일어, 일본어, 한국어, 포르투갈어, 러시아어, 스페인어를 포함한 여러 번역을 포함하고 있다. 지라는 경쟁 제품인 버그질라로부터의 마이그레이션을 도와주는 도구를 포함하고 있다.

## 설명
Atlassian에 따르면 Jira는 190 개국 180,000 명 이상의 고객이 이슈 추적 및 프로젝트 관리에 사용된다.  버그 추적 및 프로젝트 관리를 위해 특정 시점에 Jira를 사용한 조직 중에는 Fedora Commons, Hibernate 및 Jira와 Bugzilla를 모두 사용 하는 Apache Software Foundation이 있다.  Jira에는 경쟁 업체 Bugzilla에서 마이그레이션 할 수 있는 도구가 포함되어 있다.
Jira는 4 가지 패키지로 제공된다.
- Jira Work Management는 일반적인 프로젝트 관리를 위한 것이다.
- Jira Software에는 애자일 프로젝트 관리 기능 (이전에는 별도의 제품 : Jira Agile)을 포함한 기본 소프트웨어가 포함되어 있다.
- Jira Service Management는 IT 운영 또는 비즈니스 서비스 데스크에서 사용하기 위한 것이다.
- Jira Align  은 전략적 제품 및 포트폴리오 관리를 위한 것이다.

Jira는 Java 로 작성되었으며 Pico inversion of control container, Apache OFBiz 엔티티 엔진 및 WebWork 1 기술 스택을 사용한다. 대한 원격 프로 시저 호출 (RPC), JIRA는이 REST , SOAP 및 XML-RPC의 인터페이스를.  Jira는 Clearcase , CVS ( Concurrent Versions System ), Git , Mercurial , Perforce ,  Subversion ,  및 Team Foundation Server 와 같은 소스 제어 프로그램과 통합된다. . 영어, 프랑스어, 독일어, 일본어 및 스페인어를 포함한 다양한 번역과 함께 제공된다.
Jira는 고객 지원 티켓을 다른 문제 추적 시스템과 공유하기 위해 Networked Help Desk API를 구현한다.